# Rogier Telderman
Rogier Telderman (* 1982 in Utrecht) ist ein niederländischer Jazzmusiker (Piano, Komposition).

## Leben und Wirken
Telderman, der in Brabant aufgewachsen ist, spielt Klavier, seit er zehn Jahre alt ist. Sein Vater ist der Konzertpianist André Telderman, seine Mutter eine Sportlehrerin. Zu Hause hörte er viel klassische Musik und besuchte Konzerte in diesem Genre. Nach der Schulausbildung studierte er Wirtschaftsingenieurwesen in Eindhoven; daneben begleitete auch Chöre und spielte in einer Big Band, improvisierte aber nicht. Erst durch ein Gespräch mit einem Freund entdeckte er die Improvisation. Im Alter von 22 Jahren besuchte er den Vorbereitungskurs am Konservatorium in Tilburg, wo er dann Klavier bei Randal Corsen, Jeroen van Vliet, Frans van der Tak und Hans Eijsackers studierte und nie seinen Abschluss als Ingenieur machte. Während seines Klavierstudiums wurde Telderman von Radio6 zum Jazztalent des Jahres 2009 proklamiert und für den Jacques-de-Leeuw-Preis nominiert.
Nach seinem Abschluss im Jahr 2009 erhielt er sogleich Lehraufträge und begann mit Sängern zu arbeiten, bewegte sich im Bereich des Kabaretts und tourte mit Theateraufführungen. Telderman gründete 2010 das Quartett Melphi mit der Sängerin Lutte van Drunen, dem Bassisten Jurriaan Dekker und Schlagzeuger Willem van der Krabben. Weiterhin leitet er das Rogier Telderman Trio und Rogier Telderman's Triptych. Mit seinem Trio (zu dem Bassist Guus Bakker und Schlagzeuger Tuur Moens gehören) hat er 2015 sein erstes Album Contours veröffentlicht. Daneben tritt er in weiteren Projekten auf; so ist er Teil der Formation Temko und bildet ein Duo mit dem Vibraphonisten Vincent Houdijk. 2020 tourte er mit Adam Bałdych und Vincent Courtois im Trio, mit denen er auch das Album Clouds bei ACT veröffentlichte.
Teldermann lehrt Musiktheater am Codarts Konservatorium Rotterdam.

## Preise und Auszeichnungen
2016 erhielt Telderman den Young VIP Preis.

## Diskographische Hinweise
- Melphi: Through the Looking Glass (Snip Records, 2014)
- Rogier Telderman Trio: Contours (RM Records, 2015)[4]
- Temko: Darkness Rises (M-Recordings, 2016)